# Herina strigulosa
Herina strigulosa är en tvåvingeart som först beskrevs av Walker 1871.  Herina strigulosa ingår i släktet Herina och familjen fläckflugor.
Artens utbredningsområde är Egypten. Inga underarter finns listade i Catalogue of Life.